# Lingua paleocorsa
La lingua paleocorsa  è un'antica lingua estinta parlata in Corsica e presumibilmente nella parte nord-orientale della Sardegna (Gallura) dalle locali popolazioni còrse durante l'età del bronzo e l'età del ferro. 

## Caratteristiche
Le evidenze di questo antico idioma sono principalmente di tipo toponomastico, che indicherebbero un tipo di lingua preindoeuropea o secondo altri indoeuropea, con affinità liguri e iberiche.
Antoine Peretti classifica come liguri i suffissi -asco, -elo/ello, -ate/ati, -inco, presenti in diversi toponimi corsi.